# 亚历克斯·鲍曼 (雪车运动员)
亚历克斯·鲍曼（德語：Alex Baumann，1985年3月9日—），瑞士男子雪车运动员。他曾代表瑞士参加2014年冬季奥林匹克运动会雪车比赛，联同贝亚特·黑夫蒂获得男子双人金牌。